# Chester Square

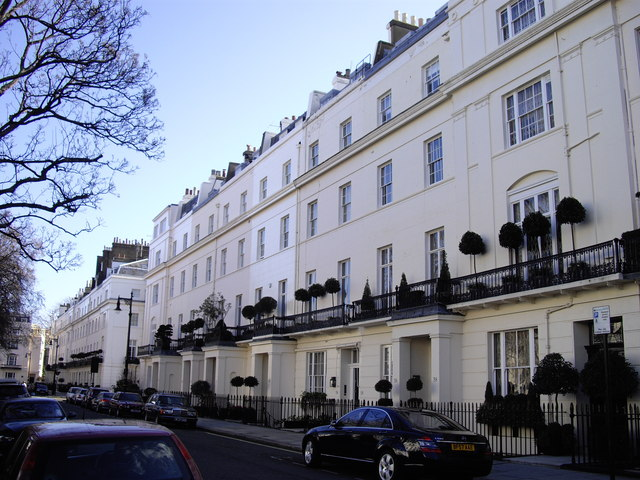
Chester Square

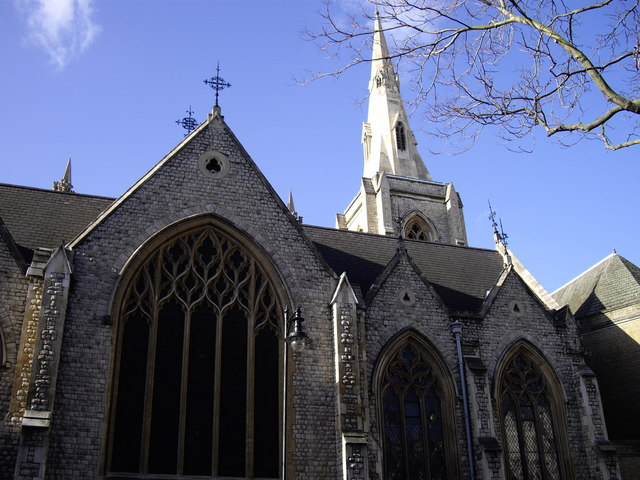
Chiesa di San Michele, Chester Square

Chester Square è una piazza giardino residenziale allungata nel quartiere Belgravia di Londra. Venne sviluppata dalla famiglia Grosvenor, così come le vicine Belgrave e Eaton Square. La piazza prende il nome dalla città di Chester, la città mercato più vicina alla casa ancestrale dei Grosvenor, Eaton Hall.
Il n.32 è stato utilizzato come sfondo per il video che accompagna la traccia di Morrissey, " Suedehead".
Il tutto tranne i n. 80a, 81, 81a, 82, 83 e 83a (quindi i n. 1-13 e 14-23, 24-32, 37-39, 42-45, 45a, 45b, 65-76 e 77-80, 80a e 84-88 e l'arco di Mews) è classificato Grade II per meriti architettonici.
I giardini (privati, comunali) sono elencati di II grado nel Registro dei parchi e giardini storici.

## Chiesa di San Michele
La chiesa anglicana di San Michele in Chester Square fu costruita nel 1844 insieme al resto della piazza, e consacrata due anni dopo. La rivista Ecclesiologist ha criticato l'apertura, dicendo che è stato "un tentativo, ma fortunatamente fallito, di trovare uno sviluppo protestante degli stili cristiani". La chiesa è in stile tardo gotico decorato, con un esterno di Kentish Ragstone. L'architetto fu Thomas Cundy il giovane.